# Cycnium tenuisectum
Cycnium tenuisectum là loài thực vật có hoa thuộc họ Cỏ chổi. Loài này được (Standl.) O.J.Hansen mô tả khoa học đầu tiên năm 1978.